# George W. Atkinson

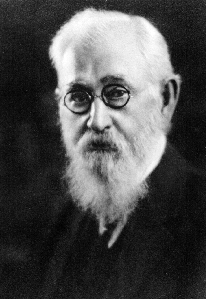
George W. Atkinson

George Wesley Atkinson (* 29. Juni 1845 in Charleston, West Virginia; † 4. Juli 1925 ebenda) war ein US-amerikanischer Jurist und Politiker. Von 1897 bis 1901 war er Gouverneur des Bundesstaates West Virginia.

## Frühe Jahre und politischer Aufstieg
George Atkinson besuchte nach der Grundschule die Ohio Wesleyan University und die Howard University in Washington, an der er Jura studierte. Er vervollständigte seine Ausbildung an drei weiteren renommierten Hochschulen in Ohio und Tennessee. Nachdem er zwischen 1870 und 1876 als Leiter der dortigen Poststelle amtiert hatte, zog er nach Wheeling. Dort arbeitete er als Anwalt und als Herausgeber der Zeitung Wheeling Evening Standard. Zwischen 1879 und 1881 war er Angestellter der US-Steuerbehörde und anschließend bis 1885 amtierte er als US Marshal für den Bereich von West Virginia. Zwischen 1890 und 1891 war Atkinson als Mitglied der Republikanischen Partei Kongressabgeordneter in Washington. Er lehnte eine Wiederwahl in den Kongress 1890 ab und kehrte nach Wheeling zu seiner Anwaltskanzlei zurück. Bis 1896 gab er die Zeitung West Virginia Journal heraus. Im Jahr 1896 wurde er von seiner Partei zum Kandidaten für die Gouverneurswahlen ernannt.

## Gouverneur von West Virginia
Nach seinem Wahlsieg wurde Atkinson der erste republikanische Gouverneur von West Virginia seit 1871. Trotzdem unterschied sich seine Politik kaum von der seiner demokratischen Amtsvorgänger. Er förderte das industrielle Wachstum und setzte sich für die weitere Verbesserung der Infrastruktur ein. Damals wurden die ersten kostenlosen öffentliche Büchereien eingerichtet. Aber auch die Fürsorge für Kinder und die Verbesserung der Arbeitsbedingungen im Land standen auf seiner Prioritätsliste. Ansonsten verlief seine Amtszeit unspektakulär und ohne außergewöhnliche Vorfälle.

## Weiterer Lebensweg
Nach Ablauf seiner vierjährigen Amtszeit am 4. März 1901 unterstützte Atkinson wohltätige Organisationen. So wurde er Präsident der „Children’s Home Society of West Virginia“. Zwischen 1901 und 1905 war er Bundesstaatsanwalt für den südlichen Teil seines Bundesstaates. Zwischen 1905 und 1916 war er Richter am Court of Claims, einem Bundesgericht in Washington. Außerdem verfasste er mehrere Bücher über seinen Heimatstaat West Virginia. Nach 1916 zog er sich aus dem öffentlichen Leben zurück. Er starb 1925 in Charleston. George Atkinson war zweimal verheiratet und hatte insgesamt vier Kinder.